# Bobby Lee
Robert Young (Bobby) Lee jr. (San Diego, 17 september 1971) is een Amerikaanse stand-upcomedian, acteur en podcastpresentator.

## Biografie
Bobby Lee werd in 1971 in San Diego (Californië) geboren als de zoon van Jeanie Park en Robert E. Lee. Zijn ouders, die van Koreaanse afkomst zijn, waren de eigenaars van kledingwinkels in Escondido en Encinitas. Hij groeide op in Poway (Californië), waar hij studeerde aan achtereenvolgens Painted Rock Elementary School, Twin Peaks Middle School en Poway High School. Tijdens zijn schooljaren maakte hij deel uit van een breakdancegroep.
Zijn jongere broer, Steven, is een muzikant en presentator van de podcast The Steebee Weebee Show.

### Drugsverslavingen
Lee begon op twaalfjarige leeftijd meth en cannabis te gebruiken en op vijftienjarige leeftijd ook heroïne. Hij ondernam drie afkickpogingen en stopte op zijn zeventiende met drugs. Lee beweert dat hij tijdens zijn drugsverslaving deelnam aan een worsteltoernooi, dat hij onder de invloed van meth en LSD ook won.
Toen hij begin jaren 2000 voor MADtv begon te werken, kreeg hij van een producent te horen dat hij niet grappig genoeg was en niet vaak aan bod zou komen in het programma. Als een gevolg begon hij Vicodin te slikken en maakte hij zo een einde aan twaalf jaar zonder drugs. Hij kickte opnieuw af en mocht uiteindelijk terugkeren. Toen zijn vader in augustus 2019 overleed aan de ziekte van Parkinson herviel hij opnieuw. In december 2019, na een nieuwe periode in een verslavingskliniek, verklaarde hij opnieuw nuchter te zijn.
Lee verklaarde in 2017 dat hij ook kampte met een alcoholverslaving.

## Carrière
Op zijn achttiende ging Lee alleen wonen in San Diego en had hij verschillende baantjes in de horeca. Hij was ook een poos aangesloten bij Palomar College, maar maakte zijn studies niet af. Toen de koffiebar waar hij werkte in 1994 ophield te bestaan, besloot hij bij de zaak ernaast (The Comedy Store in La Jolla) aan de slag te gaan. Na enkele maanden in de comedyclub waagde hij zich op een open podium-avond voor het eerst aan stand-upcomedy. Over dat eerste optreden verklaarde Lee later: "Het was verschrikkelijk. Ik denk dat ik het publiek mijn kont toonde, wat geluiden maakte en dan van het podium wandelde. Het was gênant." Desondanks begon Lee regelmatig op te treden in de comedyclub. Na een jaar kreeg hij de kans om het voorprogramma te worden van komieken Pauly Shore en Carlos Mencia. Nadien werd hij een vaste artiest in The Comedy Store in Los Angeles, de befaamde comedyclub die toen nog eigendom was van Shores moeder Mitzi.
Zijn comedycarrière werd aanvankelijk niet gesteund door zijn ouders, die hoopten dat hij de familiezaak zou overnemen. In zijn eerste jaren als stand-upcomedian spraken zijn ouders zelfs niet met hem. Pas toen hij in 2002 mocht optreden in The Tonight Show with Jay Leno werd hij door zijn vader gebeld, waarna die zich verontschuldigde omdat hij de carrière van zijn zoon niet had gesteund.

### MADtv
In 2001 werd Lee de eerste en enige Aziatische Amerikaan in de cast van MADtv. In zijn eerste jaren bij het programma werd hij slecht behandeld, waardoor hij verslaafd raakte aan pijnstillers en alcohol. In zijn tweede jaar werd hij ontslagen, maar na een afkickperiode mocht hij terugkeren. Hij bleef bij het sketchprogramma tot 2009, het jaar waarin het programma geannuleerd werd. Lee vertolkte doorheen de jaren verschillende Aziatische typetjes voor het programma en parodieerde onder meer de Noord-Koreaanse dictator Kim Jong-il, de Chinese acteur Jackie Chan en de Amerikaanse senator John McCain. Toen het programma in 2016 nieuw leven werd ingeblazen, keerde Lee kortstondig terug.

### TigerBelly
Sinds 2015 presenteert Lee samen met zijn vriendin Khalyla Kuhn, die hij twee jaar eerder via Tinder leerde kennen, de videopodcast TigerBelly. In de podcast, die op YouTube meer dan 500.000 abonnees heeft, worden hoofdzakelijk onderwerpen uit het dagelijks leven en de (Aziatisch-)Amerikaanse popcultuur besproken. De podcast bevat soms ook een segment waarin mixed martial arts en de UFC aan bod komen.
Lee wilde oorspronkelijk een podcast maken met collega-komiek Erik Griffin. Het project kwam echter niet van de grond. In dezelfde periode kreeg Kuhn ernstige hartklachten, waardoor ze haar baan als verpleegster niet langer kon uitoefenen. Ze begon een podcast en nodigde Lee als gast uit. Omdat de samenwerking vlot verliep, besloot Lee zonder Griffin verder te gaan en zich te focussen op de podcast met Kuhn.
Sinds 2020 presenteert Lee samen met komiek Andrew Santino ook de podcast Bad Friends.

### Films en series
Lee maakte in 1999 zijn filmdebuut met een figurantenrol in de komedie The Underground Comedy Movie. In de daaropvolgende jaren had hij ook bijrollen en cameo's in komedies als Harold & Kumar Go to White Castle (2004), Pineapple Express (2008), Paul (2011) en The Dictator (2012).
Van 2001 tot 2009 maakte Lee deel uit van de cast van Mad TV. In de jaren 2010 had hij kleine, terugkerende bijrollen in de komische series Animal Practice en Love. Van 2018 tot 2019 vertolkte hij een hoofdrol in de ABC-sitcom Splitting Up Together. Tussendoor werkte hij ook mee aan afleveringen van Curb Your Enthusiasm, Arrested Development, NCIS: Los Angeles en Magnum P.I.. In 2009 figureerde hij ook in de videoclip voor het nummer "We Made You" van rapper Eminem.
Van 2013 en 2015 sprak Lee de stem in van het personage Tim (Sumo) in de Hulu-animatiereeks The Awesomes. Daarnaast werkte hij als stemacteur ook mee aan een aflevering van American Dad! en twee afleveringen van Family Guy. Van 2015 tot 2019 sprak hij de stem in van het personage MC Ferret in de kinderserie Nature Cat.

## Filmografie
Films
- The Underground Comedy Movie (1999)
- Pauly Shore Is Dead (2003)
- Harold & Kumar Go to White Castle (2004)
- Undoing (2006)
- Kickin' It Old Skool (2007)
- Killer Pad (2008)
- Pineapple Express (2008)
- Fudgy Wudgy Fudge Face (2010)
- Hard Breakers (2010)
- Paul (2011)
- A Very Harold & Kumar 3D Christmas (2011)
- The Dictator (2012)
- Final Recipe (2013)
- Wedding Palace (2013)
- Bro, What Happened? (2014)
- Laid in America (2016)
- Keeping Up with the Joneses (2016)
- Public Disturbance (2018)
- Extracurricular Activities (2019)
- The Wrong Missy (2020)
- Guest House (2020)
- Wish Dragon (2021) (stem)
- How It Ends (2021)
- Borderlands (2024)

Televisie (selectie)
- MADtv (2001–2009, 2016)
- Curb Your Enthusiasm (2005)
- American Dad! (2007) (stem)
- Family Guy (2009–2011) (stem)
- Big Time Rush (2011)
- Animal Practice (2012–2013)
- Arrested Development (2013)
- The Awesomes (2013–2015) (stem)
- NCIS: Los Angeles (2015–2018)
- Nature Cat (2015–2019) (stem)
- Love (2016–2018)
- Splitting Up Together (2018–2019)
- Magnum P.I. (2019–)

Muziekvideo's
- "We Made You" van Eminem (2009)
- "2 Different Tears" van Wonder Girls (2010)
- "Hangover" van Taio Cruz (2010)
- "Dure Dure" van Jencarlos (2017)